# 애슈턴 이턴
애슈턴 제임스 이턴(Ashton James Eaton, 1988년 1월 21일 ~ )은 미국의 육상 선수로 10종 경기와 7종 경기를 전문적으로 활약하였다.
오리건주 포틀랜드에서 태어난 이턴은 어린 나이에 육상에 뛰어났다. 2008년 그는 프로적으로 7종 경기와 10종 경기에 나가기 시작하였다.
그해에는 물론, 2009년과 2010년에 열린 NCAA 국내 선수권 대회에서 각각 8055점, 8241점과 8457점과 함께 10종 경기 1위를 하였다. 그는 또한 2009년과 2010년 7종 경기의 NCAA 타이틀을 우승하기도 하였다. 이턴은 2008년 미국 올림픽 선발 시합에 이룰 수 있었으나, 8122점과 함께 5위를 하여 탈락하였다.
이턴은 2010년으로 봐서 3회의 퍼시픽 텐 챔피언이 되고, 그해에 미국 육상 크로스컨트리 협회에 의하여 "올해의 실외 필드 육상 선수"와 "올해의 실내 필드 육상 선수"로 임명되었다. 그는 또한 바워먼 명문 대학 상을 받기도 하고, 6645점의 최고 점수와 함께 실내 7종 경기 세계 기록 보유자가 되었다.
2011년 이턴은 세계 실외 선수권 은메달을 따고, 이듬해 세계 실내 선수권 금메달을 따냈다. 그는 또한 그해에 열린 미국 실외 육상 선수권에서 8729점과 1위를 하고, 2012년 거기서 9039점의 세계 기록을 깬 점수와 함께 다시 우승하였다.
결국 2012년 런던 올림픽에 자신의 올림픽 데뷔를 한 이턴은 24세의 나이로 미국 10종 경기 팀의 최연소 일원으로 그 종목을 우승할 때 세계의 10종 경기 팬들을 놀라게 하여 금메달을 가져갔다.
4년 후, 리우데자네이루 올림픽에서 8893점의 올림픽 기록을 세워 2연패에 성공하였다.

## 같이 보기
- 10종 경기 세계 기록 추이
- 남자 7종 경기 세계 기록 추이